# 鈴木正信
鈴木 正信（すずき まさのぶ、1977年 - ）は、日本の歴史学者。博士（文学）。成城大学文芸学部教授。専門は日本古代史（古代豪族、地方支配制度、神話・伝承）。

## 略歴
東京都出身。東京学芸大学附属高等学校卒業。早稲田大学教育学部卒業、同大学大学院文学研究科修士課程修了、同大学大学院文学研究科博士後期課程単位取得退学。「日本古代氏族系譜の基礎的研究」で博士（文学）（早稲田大学）。香川大学特命助教、滋賀大学特任准教授、早稲田大学高等研究所任期付准教授などを経て、現職。

## 著書
- 『日本古代氏族系譜の基礎的研究』（東京堂出版、2012年）
- 『日本古代氏族研究叢書 大神氏の研究』（雄山閣、2014年5月）
- 『Clans and Religion in Ancient Japan』（Routledge、UK、2016年）
- 『Clans and Genealogy in Ancient Japan』（Routledge、UK、2017年）
- 『日本古代の氏族と系譜伝承』（吉川弘文館、2017年 ISBN　9784642046367）
- 『古代氏族の系図を読み解く』〈歴史文化ライブラリー〉（吉川弘文館、2022年　ISBN　9784642059411）
- 『古代豪族　大神氏』（筑摩書房、2023年）
- 『日本古代の国造と地域支配』（八木書店、2023年）

### 共編著
- 『国造制の研究―史料編・論考編―』（篠川賢・大川原竜一共編、八木書店、2013年）
- 『国造制・部民制の研究』（篠川賢・大川原竜一共編、八木書店、2017年）
- 『日本書紀の成立と伝来』（小林真由美共編、雄山閣、2024年）